# Smoking
En smoking (am. tuxedo), eng. dinner jacket eller black tie pga. den sorte butterfly) er et jakkesæt, som bruges af mænd til fester efter kl. 18. Smokingen ligger mellem mørkt jakkesæt og det mere formelle kjole og hvidt (engelsk: white tie pga. den hvide butterfly). 
En smoking er som regel af sort uld og har revers i satin, ofte af silke. Smokingen kan også være midnatsblå, mens bukserne er sorte uanset jakkens farve.  Knapperne skal være slået af samme stof som jakken. Den kan være enkelt- eller dobbeltradet. I sommerhalvåret og under sydlige himmelstrøg forekommer smokinger i hvidt. Der bæres altid hvid skjorte til smoking. Smokingjakker har typisk ingen slidser.

## Historie
Smokingen stammer fra slutningen af 1800-tallet. Amerikanerne fejrede hundredeårsjubilæum for deres tuxedo i 1986, men Henry Poole i Savile Row, Londons legendariske skræddergade, "made a short smoking jacket for the Prince of Wales as early as 1865". Jakken, der i England kaldes "smoking jacket", er en fløjlsjakke til brug ved rygning (deraf navnet) efter middagen. Den engelske mode blev efterlignet af James Potter fra Tuxedo Park i New York (heraf det amerikanske navn tuxedo). Han fik syet sin jakke hos Poole.

## Anvendelse
Smokingen er en selskabsdragt og et mindre formelt alternativ til kjole og hvidt. Smokingen er ikke korrekt til kirkebryllupper, men naturligvis til festen bagefter. Er vielsen om formiddagen, kan gommen og brudens far komme i grå jaket og stribede bukser. Sort jaket er altid korrekt.
Når mænd er i smoking, kommer kvinder i selskabskjole, kort eller lang. Til en smoking hører bowlerhat eller en homburg.

## Herretøj svarende til smoking
Herrer af skotsk afstamning har slået smoking og kjole og hvidt sammen til et Highland Dress.
- Kilt
- Sporran (mavetaske) – helt i skind
- Prince Charlie-jakke (en kort kjolejakke, der altid bæres med sort vest)
- Aftenskjorte/Smokingskjorte
- Ensfarvet butterfly
- Knæstrømper, mørke, cremefarvede, i matchende tartan eller tern i samme grundfarver som kilten.
- Ghillie brogues (sorte laksko uden pløs og med lange snørebånd, der bindes om ankelen) eller sjældnere sko med spænder
- Kiltnål
- Sgian dubh (en lille kniv i strømpeskaftet)